# Parti tory
Pour les articles homonymes, voir Tory.

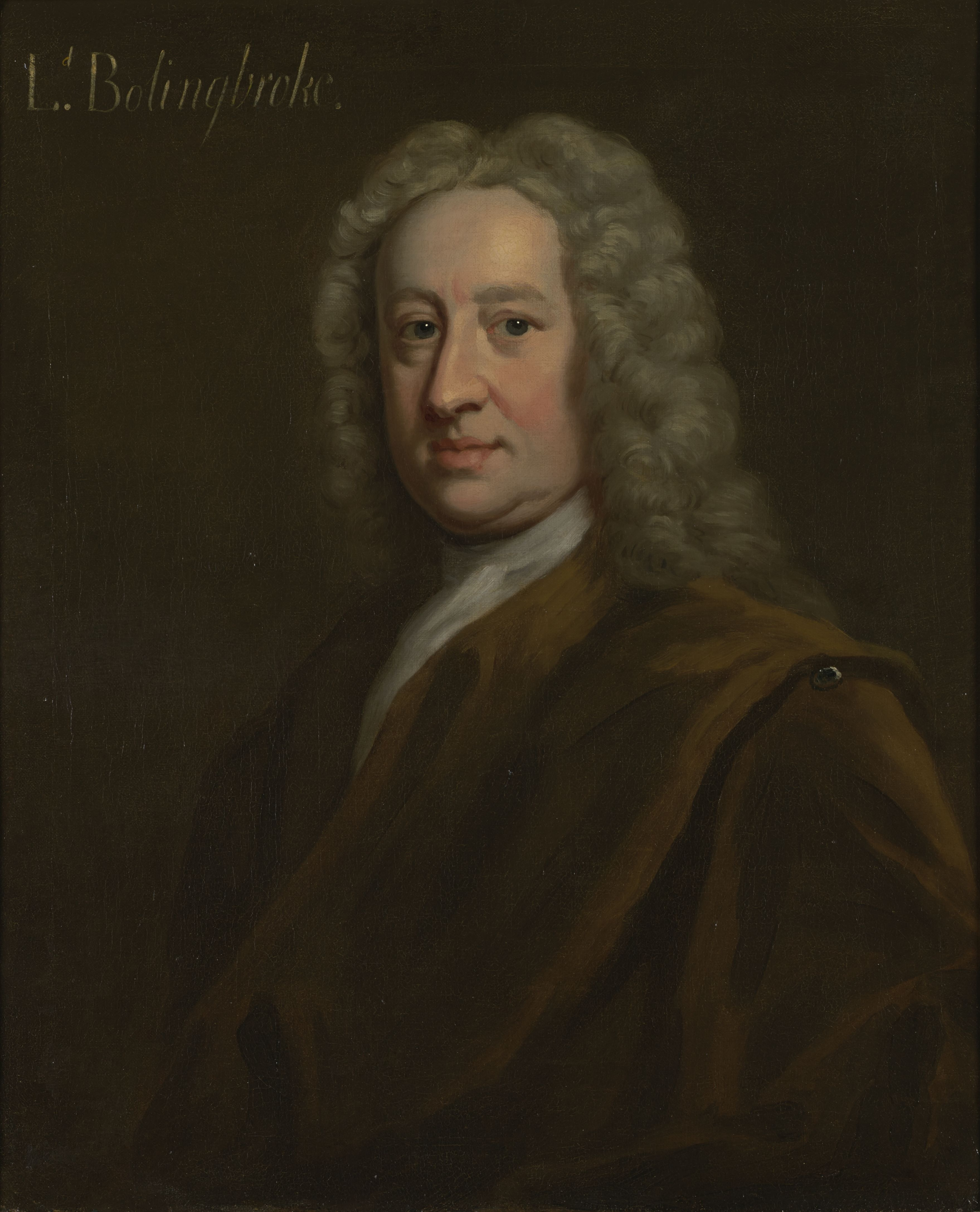
Henry St John, 1er Vicomte de Bolingbroke. Chef des conservateurs.

Au Royaume-Uni, les Tories constituaient l'un des deux groupes parlementaires britanniques à partir du XVIIe siècle, ancêtres du Parti conservateur. Réputés proches de la dynastie Stuart, ils étaient favorables à un pouvoir royal fort et défendaient les intérêts de l'aristocratie foncière, mais inspirant la méfiance de la Maison de Hanovre, qui les suspectait de collusion avec la dynastie précédente, les rois du XVIIIe siècle leur préférèrent les Whigs. Au XIXe siècle, l'extension progressive du suffrage amena les Whigs comme les Tories à s'organiser en partis politiques. Le groupe parlementaire tory rassembla ses associations locales, créant le Parti conservateur. De nos jours, le terme désigne le Parti conservateur.